# 麦迪逊维尔 (路易斯安那州)
麦迪逊维尔（英語：Madisonville），是美国路易斯安那州下属的一座城市。根据2010年美国人口普查，该市有人口748人。建置上，属于“town”。